# 大阪朝報
大阪朝報は明治時代の日刊紙。発行は大阪経済社。創刊は1902年（明治35年）7月1日、終刊は1903年（明治36年）4月、発行は第28号より大阪朝報社となる。なお、前身は「大阪経済雑誌」であった。経営は宇田川文海。
終刊後は1903年（明治36年）7月26日より「大阪毎週新聞」として週刊紙となり、さらに同年8月16日より「大阪朝報」として継続したがのち廃刊。
日刊紙時代に管野スガが記者をしていた。俳壇選者は梅沢墨水であった。
1923年（大正12年）9月には、大阪朝報出版部より『大電買收裏面史』が出版されており、大阪朝報社は長く存在していたことが分かっている。

## 大阪朝報での管野スガの論説
- 「紳士紳商と申すやからの夫人の境遇は如何（いかん）。夫は社交と称し醜業婦と日夜戯れ、若い女に号数をつけ妾に囲ってゐる」
- 「妻君は夫の不品行・醜態の数々に知らぬふりをし、嫉妬（しっと）せぬと賢女、貞女なりと世人はいう」
- 「同胞を奴隷化し、人類に階級を設けてこき使ふ雇主ども」
- 「被雇人は天下に恥じず。自ら卑屈になることなかれ」

などと論じ、女工の虐待や赤線廃止をテーマに人権尊重、女権拡張を主張した。